# رالی پرتغال ۲۰۲۴
رالی پرتغال ۲۰۲۴ (همچنین با عنوان وودافون رالی پرتغال ۲۰۲۴ نیز شناخته می‌شود) یک رویداد اتومبیل‌رانی برای خودروهای‌های رالی بود که طی چهار روز از ۹ تا ۱۲ می ۲۰۲۴ برگزار شد. این مسابقه پنجاه و هفتمین دوره رالی پرتغال بود. پنجمین دور از مسابقات رالی قهرمانی جهان ۲۰۲۴، مسابقات قهرمانی رالی جهان ۲ و قهرمانی رالی جهان ۳ بود. رویداد ۲۰۲۴ در ماتوسینوس در ناحیه پورتو برگزار شد و در بیست و دو مرحله ویژه مسابقه رانندگان مسافتی معادل ۳۳۷٫۰۴ کیلومتر (۲۰۹٫۴۳ مایل) را طی کردند.